# Rush de Chicago
Stade
Champion 2006
Le Rush de Chicago est une équipe de football américain en salle basée à Rosemont, dans l’Illinois. L'équipe a joué à l'Allstate Arena de 2001 à 2013. Elle était membre de la Division Centrale de la Conférence Nationale de l'Arena Football League (AFL). Fondée en 2001, l’équipe s’est qualifiée pour les playoffs onze saisons sur 12 et a remporté un championnat AFL, l'ArenaBowl XX en 2006. Au cours de son histoire, le Rush a remporté cinq titres de division et a participé six fois au championnat de conférence, dont quatre apparitions consécutives de 2004 à 2007.

## Histoire
La Rush a fait ses débuts en AFL en 2001. L’équipe joue ses matchs à domicile à la Allstate Arena (anciennement connue sous le nom de Rosemont Horizon), le même lieu utilisé auparavant par les Bruisers de Chicago, l’une des quatre équipes originales de l'Arena Football League.

### 2001-2005

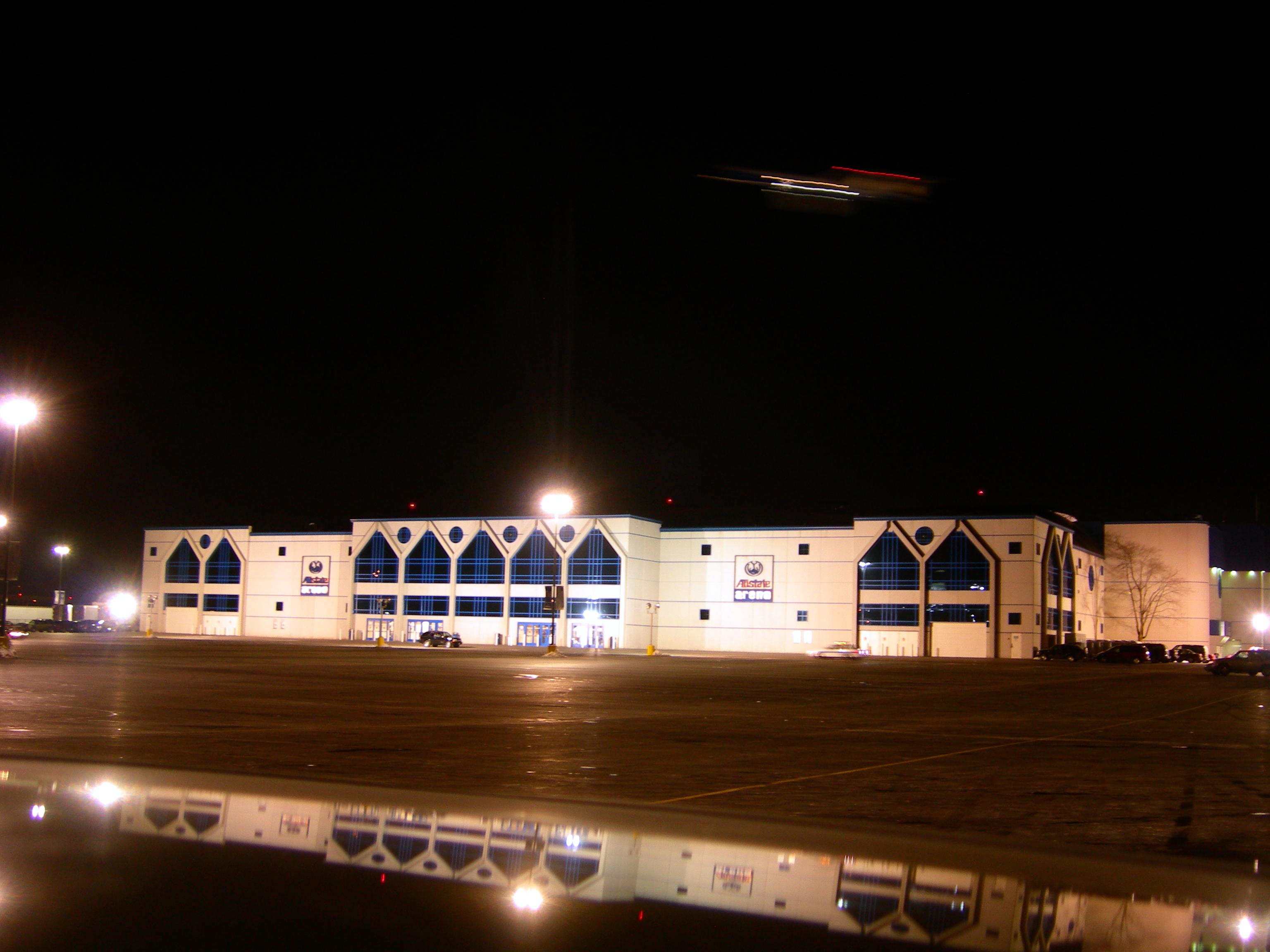
L'Allstate Arena à Chicago, domicile du Rush.

Le Rush participe aux séries éliminatoires chaque année dans la courte histoire de la franchise et, jusqu'à présent, il a fait une apparition à l'ArenaBowl. Mike Hohensee est le premier entraîneur de la franchise et il reste le seul jusqu'à ce qu'il devienne l'entraîneur-chef du Soul de Philadelphie en 2011. Un an après, Hohensee quitte le Soul pour entraîner les Barnstormers de l'Iowa.
Lors de leur première saison(2001), le Rush termine la saison régulière 7 à 7 et remporte son tout premier match en séries éliminatoires, battant les Predators d'Orlando 41 à 26, mais s'inclinant face au futur champion de l'ArenaBowl XV le Rampage  de Grand Rapids sur le score de 53-21. L'équipe comprend de jeunes joueurs qui deviendront des piliers du Rush et les favoris des fans dans les années à venir, tels que Billy Dicken, Joe Douglass, Damien Porter et Jamie McGourty, et Riley Kleinhesselink, Cedric Walker et Anthony Ladd.
En 2002, Chicago remporte sa division avec un bilan de 9–5 et obtient un nouveau laissez-passer pour les playoffs. Dicken est revenu au poste de quarterback et Chicago a signé Antonio Chatman, qui est  nommé dans l'équipe All-Rookie en tant que wide receiver et returner. Les joueurs de ligne défensifs John Moyer et James Baron sont également arrivés à Chicago. Au premier tour, le Rush bat les Desperados de Dallas 60 à 47, mais il tombe en demi-finale contre les Rattlers de l'Arizona 46 à 35.
En 2003, l’AFL passe de 14 à 16 matchs. Dicken est le quarterback de l’équipe, mais il rate le coche après s’être fracturé la mâchoire au milieu de la saison. Antonio Chatman capte 123 passes pour 1 636 yards et 29 touchdowns. Pour les équipes spéciales, il inscrit 2062 yards au sol et est entré dans la zone des buts à sept reprises. Chicago a également signé DeJuan Alfonzo, des Firebirds de l'Indiana, en début de saison. Alfonzo restera avec l’équipe jusqu’en 2010. Chicago a également recruté Bob McMillen, qui évoluera avec l’équipe jusqu’en 2007 et qui deviendra l’entraîneur-chef de Rush en 2011,. Après avoir commencé la saison 0-3, les Rush ont terminé 8-5 se qualifient de nouveau pour les playoffs en tant que Wild Card Team. Mais pour pouvoir participer aux séries éliminatoires, Chicago doit vaincre les Firebirds de l’Indiana lors du dernier jour de la saison régulière, et au bout d'un match à suspense, ils l'emportent 46 à 43, en prolongation. Pour la première fois dans l'histoire de la franchise, Chicago ne gagne de match éliminatoire et est tombé dans le Wild Card Game contre les Dragons de New York 48 à 45. Après la saison, Chatman rejoint la NFL, en signant avec les Packers de Green Bay.
En 2004, le Rush recrute Raymond Philyaw à titre de quarterback de franchise. Philyaw est connu pour son taux TD/interception, une statistique cruciale dans l'AFL, où les turnovers sont souvent des phases clef. En 2004, Philyaw ne lance que quatre interceptions. Chicago commence l'année 4–0, son meilleur début dans l'histoire de la franchise. The Rush remporte la division centrale avec une fiche de 11–5. Ils gagnent leur match du premier tour 59 à 49 contre les Predators d’Orlando, mais ils tombent en demi-finale contre le futur champion de l'ArenaBowl XVIII, les SaberCats de San José, 49 à 35. Chicago mène tôt dans le match, mais Philyaw est victime d'une déchirure des ligaments croisés et ne peut terminer le match,.
En 2005, ils se qualifient une fois de plus pour les playoffs en tant que troisièmes de la Conférence Américaine. Ils remportent la demi-finale de la conférence contre les Avengers de Los Angeles, 52 à 45, mais finissent par perdre le match de championnat de conférence contre le futur champion de l'ArenaBowl XIX, le Crush du Colorado, en prolongation, avec un score final de 49 à 43. Ce jeu devient connu sous le nom de "Confetti Game", en raison d'un employé de l'arène qui tire prématurément un canon à confettis, lorsque le jeu est prolongé en raison d'une pénalité défensive sur le drive final. Après un délai de dix minutes pour nettoyer les confettis, le Rush a pu égaliser le match sur son dernier down, ce qui a forcé la période de prolongation.

### Vainqueurs de l'ArenaBowl XX (2006)
En 2006, malgré leur bilan négatif de 7 à 9, le Rush se qualifie pour les playoffs au cinquième rang à la Conférence Américaine.
En avant-saison, Michael Bishop, ancien finaliste du trophée Heisman, et Matt D'Orazio se disputent le poste de quarterback titulaire de l'équipe et D'Orazio obtient gain de cause. Pendant la saison régulière, Chicago commence l'année à 0-2, mais pendant la saison, le Rush recrute le defensive back Jeremy Unertl et le spécialiste de l'offensive Bobby Sippio. Les deux ont eu un impact énorme sur leur camp respectif.
Avec un bilan de 5 à 9, le Rush remporte ses deux derniers matchs de la saison régulière pour se qualifier pour les séries éliminatoires. Lors de la Wild Card Round, The Rush bat les Kats de Nashville, quatrième tête de série, par 55 à 47. Lors de la ronde divisionnaire, Chicago réussit à créer une énorme surprise en éliminant le champion en titre, le Crush du Colorado, 63–46. Dans le championnat de conférence, ils éliminent les SaberCats (59 à 56), deuxièmes têtes de série, et donnent au Rush sa toute première apparition dans l'ArenaBowl de l'histoire de la franchise.
Dans l'ArenaBowl XX, le Rush bat les Predators d’Orlando, 69 à 61, pour donner à Chicago leur premier titre au Arena Bowl. Le quarterback Matt D'Orazio est le joueur offensif du match. Dennison Robinson remporte le titre de joueur défensif du match, et lBob McMillen est nommé Ironman du match.

### 2007-2008
En 2007, l’équipe sa division avec un bilan de 12–4. D'Orazio est le quarterback de l'équipe et Bobby Sippio, pour sa première saison complète avec le Rush, capte 125 passes pour 1 742 yards et 53 touchdowns. Après la saison, Sippio signera avec les Chiefs de Kansas City. Chicago défait les Avengers le 9 juin 2007 lors des finales divisionnaires. Ils jouent ensuite contre les SaberCats pour la finale de conférence, mais perdent  61–49.
En 2008, le Rush fait sensation lors de la période d'agence libre en signant les légendes de l'AFL, Sherdrick Bonner et Damian Harrell. Chicago ouvre sa campagne 2008 contre le champion en titre de l'ArenaBowl XXI, les Sabercats de San José.Ils les battent de manière convaincante sur le score de 70 à 47 devant 15 409 spectateurs à la Allstate Arena. Les blessures ont permis à Russ Michna de devenir titulaire devant Bonner. Harrell, Donovan Morgan et Travis LaTendresse affichent tous des saisons de réception de 1 000 yards. Avec une saison de 11 à 5, Chicago assure la première place de la conférence et l'avantage du terrain à la maison pour toutes les séries éliminatoires. C'est la première fois que Chicago a l'avantage du terrain et le Rush n'a jamais perdu un match éliminatoire à domicile. Le Rampage de Grand Rapids défie Chicago dans la ronde divisionnaire. Il a terminé la saison régulière 6–10 mais assomme le Rush et 14 338 supporteurs, 58–41.

### Restructuration de l'AFL (2009)
En 2009, l'Arena Football League suspend ses activités pour refinancer et restructurer son plan d'affaires. Après une mise à pied d'un an, l'AFL et le Rush reviennent en 2010 avec un modèle à une seule entité.

### La renaissance (2010)
Le 10 décembre 2009, il est annoncé que le Rush reviendra pour 2010 sous une nouvelle propriété en tant que membre d'Arena Football 1. La propriété obtient les droits sur ce nom après qu'une vente aux enchères accorde à l'AF1 le contrôle des actifs de l'AFL. Deux mois plus tard, l'AF1 décide d'adopter l'ancien nom de la Arena Football League.
La formation 2010 de Rush comprend de nombreux nouveaux visages. Cependant, le quarterback Russ Michna, le linebacker DeJuan Alfonzo, ainsi que les joueurs de ligne Joe Peters, Robert Boss et Beau Elliot rejoignent l'équipe. Le wide receiver Samie Parker, Thaddeus Coleman et le kicker Chris Gould font également partie de la formation.
Chicago revient sur le terrain le 2 avril 2010, à l'extérieur, contre les Barnstormers de l'Iowa. Le match est diffusé sur le NFL Network et Chicago l'emporte 61–43. Le Rush commence la saison 4–0 et est à la première place de la division avec 10–4 à deux journées de la fin de la saison. Cependant, l’équipe perd ses deux derniers matchs, d’abord contre les Vigilantes de Dallas, 1 à 13, puis termine l’année en s'inclinant face au Shock de Spokane. Cela coûte une chance à l’équipe de remporter le titre de division et l'oblige à partir sur la route pour les playoffs. L’équipe termine la saison régulière à 10–6 et perd contre l'Iron de Milwaukee lors des séries éliminatoires.

### Le dixième anniversaire (2011)
Le Rush a célébré sa 10esaison en 2011. Bob McMillen remplace Mike Hohensee pour devenir le deuxième entraîneur-chef de l'équipe dans l'histoire de la franchise, et Russ Michna est revenu au poste de quarterback. Chicago termine la saison régulière avec un bilan de 13-5 ce qui lui assure le gain de la division centrale. Vic Hall bat le record de l'AFL pour les interceptions en une saison avec 15, le faisant comme rookie. La défensive du Rush mène la ligue en nombre de points permis (46,3 par match) et bat des records de ligue pour le plus grand nombre de turnovers (56) et d'interceptions (42) en une saison. Le receveur Reggie Grey termine l'année avec le plus grand nombre de prises (130) et de réceptions (1 969) dans l'histoire de la franchise, et égale le record du Rush avec 53 touchdowns au total. Chicago bat les Vigilantes de Dallas à l'Allstate Arena au premier tour des playoffs, mais la saison de Rush se termine la semaine suivante, s'inclinant face aux Rattlers de l'Arizona lors du match du championnat de la conférence.

### 25eanniversaire de l'AFL (2012)
La saison 2012 marque la 25e saison de l'AFL et la 11e de Chicago. Le groupe de propriété, Chicago Gridiron LLC, déclare faillite avant le début de la saison et abandonne l’équipe. La ligue intervient et contrôle le rush au cours de la saison 2012. Chicago commence l'année avec une victoire à domicile de 70-48 contre le Tampa Bay Storm le 10 mars à l'Allstate Arena. En 2012, Rush a ré-signé le quarterback Russ Michna, premier passeur de la franchise, Reggie Gray, deuxième équipe All-Arena 2011, le joueur défensif de l’année 2011 Vic Hall, le linebacker Kelvin Morris et le joueur de ligne offensive T.J. Watkins.

### Nouveaux propriétaires et reprise par la ligue, deux foix (2013)

Le logo du Rush de Chicago en 2013

Le 12 novembre 2012, le Rush est acheté par un groupe dirigé par Julee White de Testarossa Entertainment, mais trois mois plus tard, l'AFL met fin à l'achat en raison de l'incapacité de la propriété à respecter ses obligations envers la ligue.
Le 7 février 2013,la franchise est achetée par Star Rush Football, LLC, propriété du dirigeant de la société de capital-investissement David Staral Jr.. Quelques semaines plus tard, ils concluent un accord avec l'Allstate Arena de Rosemont pour disputer tous les matchs à domicile, sauf deux. Les deux autres matchs à domicile (le 8 juin contre le Blaze de l'Utah et le 15 juin contre les Talons de San Antonio) auront lieu au BMO Harris Bank Center de Rockford, dans l'Illinois, qui a accueilli le premier "jeu test" pour l'AFL en 1986. Une semaine avant le début de la saison, le nouveau groupe de propriétaires présente le nouveau logo et l'uniforme de l'équipe, le gris du logo est remplacé par du rouge.
En mai 2013, David Staral Jr. refuse un contrôle nécessaire pour assurer la sécurité de l'Allstate Arena lors de deux matchs à domicile à venir. Apprenant la nouvelle, l'AFL reprend le contrôle de la franchise. Staral a par la suite plaidé coupable à des accusations de faillite fédérale et de fraude intentionnelle (wire fraud) pour avoir dissimulé qu'il était en train de faire faillite alors qu'il négociait pour acheter l'équipe.
Le 1er août 2013, le Rush se rend à Spokane, dans l'État de Washington, pour affronter le Shock lors du premier tour des playoffs. Ils perdent 69-47. Trois turnover coûteux au quatrième quart-temps ont scellé la transaction.
La ligue a annoncé que le Rush n'avait pas signé de formulaire d'engagement de deux ans pour jouer en 2014 ou 2015, et qu'il est exclu jusqu'à nouvel ordre. La formation de l'équipe a été liquidée dans une draft de dispersion.

## Saison par saison
| Saison | Ligue                                            | Conférence                                       | Division                                         | Saison régulière                                 | Saison régulière                                 | Saison régulière                                 | Playoffs |                                                  |
| Saison | Ligue                                            | Conférence                                       | Division                                         | Classement Final                                 | G                                                | P                                                | Playoffs |                                                  |
| ------ | ------------------------------------------------ | ------------------------------------------------ | ------------------------------------------------ | ------------------------------------------------ | ------------------------------------------------ | ------------------------------------------------ | --- | ------------------------------------------------ |
| 2001   | AFL                                              | American                                         | Central                                          | 4e                                               | 7                                                | 7                                                | Victoire Wild Card (Orlando) 41–26 Défaite quart de finale (Grand Rapids) 21–53                                                                                        |                                                  |
| 2002   | AFL                                              | American                                         | Central                                          | 1er                                              | 9                                                | 5                                                | Victoire quart de finale (Dallas) 60–47 Défaite demi-finale (Arizona) 35–46                                                                                            |                                                  |
| 2003   | AFL                                              | American                                         | Central                                          | 3e                                               | 8                                                | 8                                                | Défaite Wild Card (New York) 45–48 |                                                  |
| 2004   | AFL                                              | American                                         | Central                                          | 1er                                              | 11                                               | 5                                                | Victoire quart de finale (Orlando) 59–49 Défaite demi-finale (San Jose) 35–49                                                                                          |                                                  |
| 2005   | AFL                                              | American                                         | Central                                          | 2e                                               | 9                                                | 7                                                | Victoire demi-finale de conférence (Los Angeles) 52–45 Défaite finale de conférence (Colorado) 43–49 (OT)                                                              |                                                  |
| 2006   | AFL                                              | American                                         | Central                                          | 3e                                               | 7                                                | 9                                                | Victoire Wild Card (Nashville) 55–47 Victoire tour divisionnaire (Colorado) 63–46 Victoire finale de conférence (San Jose) 59–56 Victoire ArenaBowl XX (Orlando) 69–61 |                                                  |
| 2007   | AFL                                              | American                                         | Central                                          | 1er                                              | 12                                               | 4                                                | Victoire tour divisionnaire (Los Angeles) 52–20 Défaite finale de conférence (San Jose) 49–61                                                                          |                                                  |
| 2008   | AFL                                              | American                                         | Central                                          | 1er                                              | 11                                               | 5                                                | Défaite tour divisionnaire (Grand Rapids) 41–58 |                                                  |
| 2009   | L'AFL suspend les opérations pour la saison 2019 | L'AFL suspend les opérations pour la saison 2019 | L'AFL suspend les opérations pour la saison 2019 | L'AFL suspend les opérations pour la saison 2019 | L'AFL suspend les opérations pour la saison 2019 | L'AFL suspend les opérations pour la saison 2019 | L'AFL suspend les opérations pour la saison 2019 | L'AFL suspend les opérations pour la saison 2019 |
| 2010   | AFL                                              | National                                         | Midwest                                          | 2e                                               | 10                                               | 6                                                | Défaite demi-finale de conférence (Milwaukee) 54–64 |                                                  |
| 2011   | AFL                                              | National                                         | Central                                          | 1er                                              | 13                                               | 5                                                | Victoire demi-finale de conférence (Dallas) 54–51 Défaite finale de conférence (Arizona) 48–54                                                                         |                                                  |
| 2012   | AFL                                              | National                                         | Central                                          | 2e                                               | 10                                               | 8                                                | |                                                  |
| 2013   | AFL                                              | National                                         | Central                                          | 1er                                              | 10                                               | 8                                                | Défaite demi-finale de conférence (Spokane) 47–69 |                                                  |
| Total  | Total                                            | Total                                            | Total                                            | Total                                            | 117                                              | 77                                               | Saison régulière | Saison régulière                                 |
| Total  | Total                                            | Total                                            | Total                                            | Total                                            | 10                                               | 10                                               | Playoffs | Playoffs                                         |
| Total  | Total                                            | Total                                            | Total                                            | Total                                            | 127                                              | 87                                               | Saison régulière et playoffs | Saison régulière et playoffs                     |

## Les joueurs
| Joueur            | Position | Université              |
| ----------------- | -------- | ----------------------- |
| Brian Brikowski   | LB       | Monmouth                |
| Jorrick Calvin    | DB       | Troy                    |
| Darrell Campbell  | OL/DL,DT | Notre Dame              |
| Camerron Cheatham | DB       | Cincinnati              |
| Carson Coffman    | QB       | Kansas State            |
| Landon Cox        | WR       | Northern Illinois       |
| Luke Drone        | QB       | Illinois State          |
| Steve Edwards     | G-T      | Tennessee St.           |
| Nate Forse        | WR       | California (PA)         |
| Reggie Gray       | WR/DB    | Western Illinois        |
| Vic Hall          | DB,Dc    | Virginia                |
| Jacob Hardwick    | DL       | Albany State (GA)       |
| Anthony Hoke      | DL       | Cincinnati              |
| Tyus Jackson      | LB       | Memphis                 |
| Jared Jenkins     | WR/DB    | Wisconsin-Stevens Point |
| Taurus Johnson    | WR       | South Florida           |
| Alex Kube         | DB       | Northern Illinois       |
| Colin Madison     | OL       | Temple                  |
| Alex Magee        | DT       | Purdue                  |
| Jose Martinez     | K        | Texas - El Paso         |
| Brian McNally     | DL       | New Hampshire           |
| Semaj Moody       | DB       | South Carolina State    |
| Kelvin Morris     | FB/LB    | Clemson                 |
| Jerell Norton     | DB       | Arkansas                |
| Ryan O'Neill      | OL       | Dartmouth               |
| Martin Parker     | OL       | Richmond                |
| JJ Payne          | FB/LB    | Western Illinois        |
| Joe Phinisee      | DB       | Walsh (OH)              |
| Josh Pleasant     | DB       | Kent State              |
| Danny Southwick   | QB       | Occidental College (CA) |
| Derek Walker      | OL/DL,DE | Illinois                |
| DJ Woods          | WR       | Cincinnati              |
| Rodney Wright     | WR       | Fresno State            |

### Membres au Hall of Fame de l'AFL
| Numéro | Joueur       | Année d'entrée | Position    | Années aux Rattlers |
| No.    | Name         | Year Inducted  | Position(s) | Years w/ Rush       |
| ------ | ------------ | -------------- | ----------- | ------------------- |
| 44     | Bob McMillen | 2013           | FB/LB       | 2003-2008           |

### Maillots retirés
| Numéro | Joueur       | Position | Saisons   | Date   | Réf |
| ------ | ------------ | -------- | --------- | ------ | --- |
| 44     | Bob McMillen | FB/LB    | 2003-2008 | [ 57 ] |     |
| 99     | John Moyer   | OL/DL    | 2002-2008 | [ 58 ] |     |

## Les entraîneurs
| Nom           | Terme     | Saison régulière | Saison régulière | Saison régulière | Saison régulière | Playoffs | Playoffs | Récompenses |
| ------------- | --------- | ---------------- | ---------------- | ---------------- | ---------------- | -------- | -------- | ----------- |
|               |           | G                | P                | N                | %                | G        | P        |             |
| Mike Hohensee | 2001–2010 | 84               | 56               | 0                | .600             | 9        | 8        |             |
| Bob McMillen  | 2011–2013 | 23               | 14               | 0                | .622             | 1        | 1        |             |